# Carl Heinrich Becker
Carl Heinrich Becker, född 12 april 1876 i Amsterdam, död 10 februari 1933 i Berlin, var en tysk orientalist och politiker.
Becker blev professor vid kolonialinstitutet i Hamburg 1908, vid universitetet i Bonn 1913 och vid universitetet i Berlin 1916, där han inträdde i det preussiska kultusministeriet och 1919 blev statssekreterare. Mellan april och november 1921 var Becker kultusminister i Stegerwalds ministär, och återtog därefter befattningen som statssekreterare men var på nytt kultusminister 1925–1930 i Marx enda och i Otto Brauns tredje regering. Becker befrämjade högskolereformen och omorganisationen av Berlins museer med mera. Han var en av Tysklands främsta islamforskare och grundade 1910 tidskriften Der Islam, och var länge dess redaktör. Bland hans skrifter märks Beiträge zur Geschichte Ägyptens unter dem Islam (2 band, 1902–1903), Islamstudien (1924), Gedanken zur Hochschulreform (1919), samt Kulturpolitische Aufgabe des Reichs (1919).